# 佐々木千里
佐々木 千里（ささき せんり）は、静岡県出身で「ムーラン・ルージュ 新宿座」の創設者として知られた。出生名は勝間田 兵吉（かつまた へいきち）。浅草オペラ時代の芸名は戸山 千里（とやま せんり）で、筆名は緒方 勝（おがた すぐる）。

## 人物・来歴
1891年（明治24年）6月28日、静岡県御殿場で勝間田兵吉として生まれる。1910年（明治43年）に軍楽隊養成所だった陸軍戸山学校（戸山音楽学校）を卒業。その際、年度の最優秀者に贈られる銀時計を授与された。
大正期の中頃、浅草公園六区で盛んだった浅草オペラを舞台に戸山千里の名でテノール歌手として人気を得る。妻のきぬは美人揃いで人気を博した浅草のカフェー・広養軒が実家で、自身も店の看板娘として知られた存在。千里は同じテノール歌手で当時人気を二分していた田谷力三と競り合ってきぬを射止めたとされる。その後、演者から裏方に転身。妻の実家・佐々木家に婿入りして広養軒を経営しつつ、1930年（昭和5年）にはエノケンこと榎本健一の劇団「プペ・ダンサント」で知られる浅草の玉木座で支配人を務めた。
1931年（昭和6年）12月31日。満40歳のとき、東京市淀橋区角筈に映画館を改装して席数430の小劇場を設立し、「ムーラン・ルージュ 新宿座」を旗揚げ。レビュー喜劇（軽演劇）を上演した。当初はあまり客が入らなかったが、1932年12月に起きた所属歌手・高輪芳子の心中事件が世間に大きく報じられたことで皮肉にも劇団の知名度が上がり、経営は軌道に乗った。子が無かった佐々木夫妻だが、女優を志望し岩手から上京した少女を養女とし、明日待子と名付ける。1933年（昭和8年）11月に初舞台。チィの愛称で親しまれ、間もなく劇団のトップスターとなった。ムーラン・ルージュは大学生から文化人まで広くインテリ層に愛され、小沢不二夫や阿木翁助らの作家、有島一郎や由利徹らの喜劇人も多く育成している。
第二次大戦中の1944年（昭和19年）、ムーラン・ルージュの名称は敵性語とされたため「作文館」と改名。翌1945年（昭和20年）2月には経営権及び劇場が千里から松竹の手に渡る。劇場は同年5月5月25日の空襲で焼失した。
戦後の1946年（昭和21年）4月、第22回衆議院選挙に静岡の選挙区から出馬。結果は落選であったが、東京の選挙区から出馬した同姓同名の池袋の劇場主が当選し、勘違いした支援者から祝電が続々届いてまいったと千里は後に語っている。
ムーラン・ルージュの劇場があった場所に戦後小屋が建てられた。戦地から復員し小屋主と面識を得た元ムーランの劇作家・中江良夫が中心となり「赤い風車 新宿座」が設立される。1946年（昭和21年）5月1日に初公演。客入りは上々であったが、一週間もしないうちに挨拶料を払えと朝鮮人の金という男が押し掛けてきた。断っても連日訪れ、その上呼応するように新宿座の一員だった朝鮮の歌手・金山が暴力を振るい無茶な要求を続けた。結果、楽屋は殺伐とした雰囲気に陥り、小屋主は解散して出直すことを決めた。
その後幌馬車座の面々は別れ、小屋主から招聘された千里が再び指揮を執ることとなる。千里の発案で「小議会」と命名された劇団には元ムーランの作家や役者が続々と集まり、1946年（昭和21年）10月1日から公演を開始。しかし内容が戦後の世相には合わず、人件費や大道具の費用が嵩むなど経営上の困難も多く翌年1月末に解散。僅か4ヶ月の短命であった。ちょうどその頃、台湾華僑の林以文が15万円で名前の権利を買取り、併せて小屋も買取った。旧ムーランの劇団員であった宮阪将嘉と三崎千恵子夫妻を中心に据え、1947年4月8日より正式にムーラン・ルージュとして復活。戦前と同じ場所で1951年（昭和26年）5月まで約4年間続いた。
小議会解散後の千里は明日待子一座として地方を巡業。1948年（昭和23年）に北海道を公演して回った際は、札幌の興行主であり学生時代から待子のファンであった須貝富安が一行を歓待した。翌1949年（昭和24年）11月、待子は2つ年下の須貝と結婚。引退して札幌に移り住んだ。
晩年の千里は千葉県船橋市で暮らしたが、1955-1956年頃に愛妻・きぬを亡くしてからは病気がちとなる。
1961年（昭和36年）2月、日本演劇協会より功労者として表彰されると、同年5月15日にこの世を去った。満69歳没。告別式は同月21日、台東区谷中初音町の全生庵鉄舟寺で執り行われた。千里が務めていたムーラン・ルージュ・プロダクションの社長職は元ムーラン文芸部の重鎮・斎藤豊吉が引き継ぐ。
ムーラン・ルージュの出身者は佐々木千里の没後もラジオやテレビなど多方面で活躍している。

## 演じた人物
テレビドラマ
- アイドル（2022年、NHK総合 / BSプレミアム・BS4K） - 椎名桔平